# Vaca menorquina

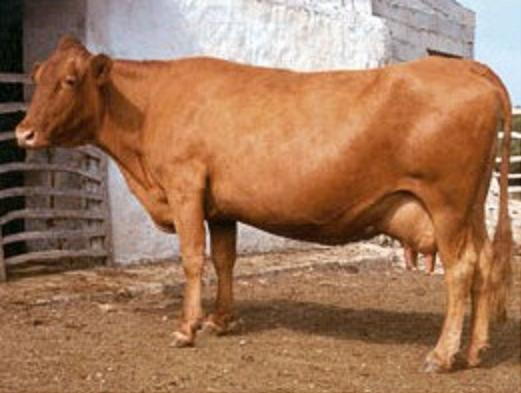
Vaca menorquina

La vaca menorquina és una raça de vaca pròpia de l'illa de Menorca. És una de les races europees més estudiades genèticament, i figura la primera en capacitat de producció de k-caseïna, factor de gran importància per la transformació de llet en formatge. Amb la seva llet es fa brossat i formatge de Maó, però actualment la seva principal producció és la de carn.

## Història

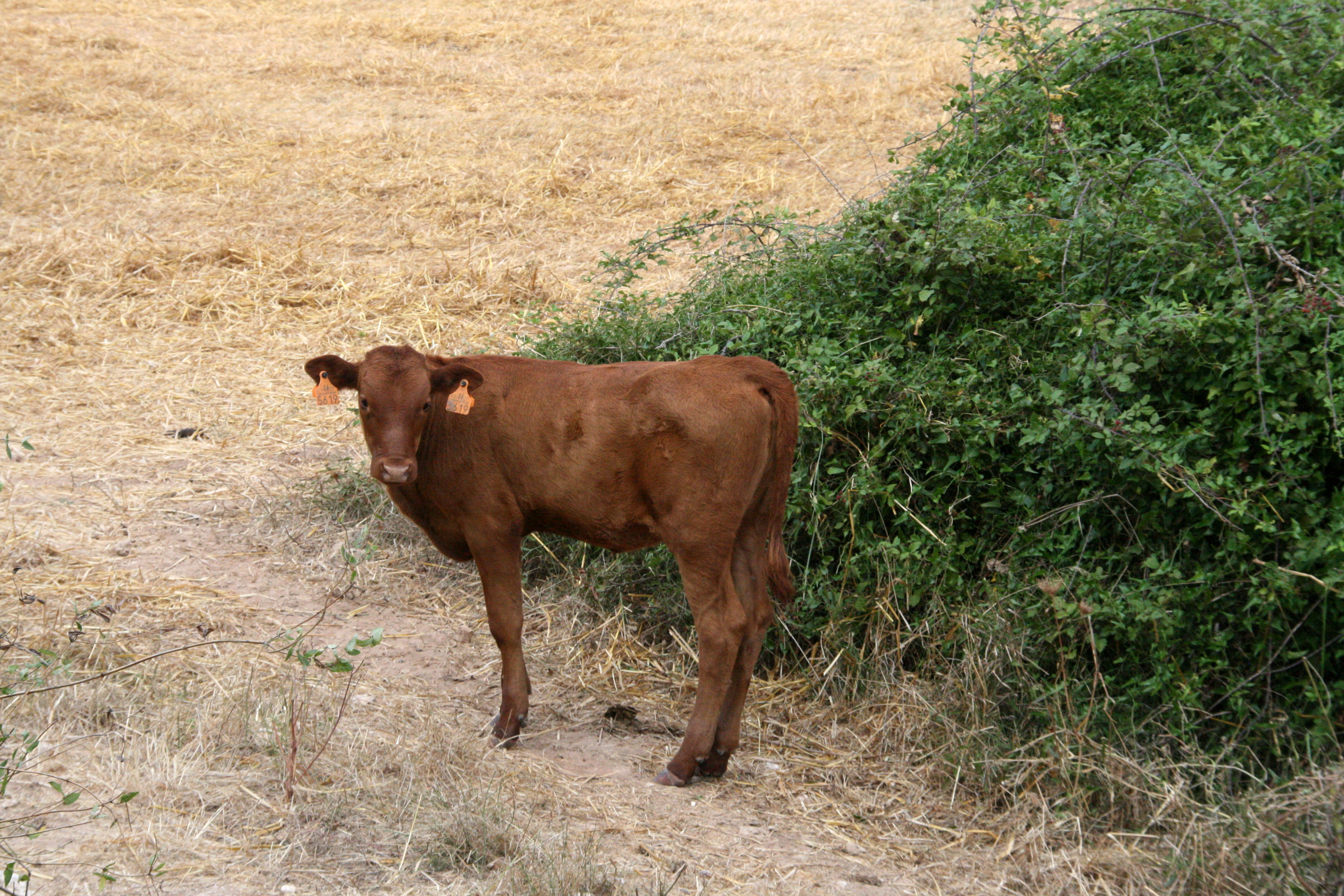
Vaca menorquina al barranc de la Vall.

L'antecedent directe de la raça menorquina fou probablement la raça marinera, estesa abans pel litoral català i llevantí i que avui ja ha desaparegut. La presència del bestiar boví a l'illa data d'abans del segle X a.C. Hi ha una teoria migratòria que proposa que el boví roig convex del sud de la península Ibèrica segueix el mateix camí que la cultura del vas campaniforme, cosa que concorda amb la hipòtesi en la qual tothom està d'acord, que ja eren a Menorca almenys a l'època dels talaiots. Una prova en són els ossos de boví trobats a les excavacions d'algunes de les abundants construccions talaiòtiques menorquines.
A tots els països que envolten la Mar Mediterrània, i potser amb més incidència a les illes, hi ha constància d'algunes races familiars de la menorquina, totes descendents del tronc boví roig convex. La cria de boví s'ha mantingut a Menorca al llarg del temps amb totes les cultures que hi han passat, fenícia, grega, romana, musulmana, catalana, britànica, francesa, espanyola, etc.
Tot i que durant molts anys ha estat la raça majoritària a Menorca, actualment és només un grup reduït que una família de l'illa fa l'esforç de preservar i que està en perill d'extinció. Aquesta raça no existeix fora de l'illa.
La raça disposa d'una Associació de Ramaders dedicada a la preservació de la raça, una acció fonamental els darrers anys amb la qual s'ha pogut evitar-ne l'extinció. També és l'encarregada de dur el Llibre Genealògic de la raça.
Cal destacar també la creació el 2005 de la marca de qualitat Vermella Menorquina Arxivat 2015-09-19 a Wayback Machine., autoritzada pel nivell mostrat per la carn de la raça autòctona.

## Característiques generals
- Rústica i forta
- Tranquil·la
- Gran instint maternal
- Grandària mitjana, el pes mitjà de les vaques adultes és de 500kg i el dels mascles de 900kg
- Proporcions allargades
- Conformació corporal semblant al biotipus de producció de llet i carn
- Pell gruixuda
- Pèl curt i fi
- Color de pèl roig, amb variacions d'intensitat del ros clar al castany fosc; els mascles solen ser més foscos
- Mucoses en general rosades, però algunes femelles les poden tenir fosques
- Sense banyes
- Cap subconvex i relativament curt, front amb tupé
- Morro ample
- Ulls oblics
- Orelles grosses, parcialment caigudes i amb abundant pilositat interna
- Coll de longitud mitjana, moderadament musculat i proveït d'una lleugera barballera
- Cos profund
- Ventre ample
- Línia dorsolumbar recta
- Gropa ampla i angulosa
- Cua de naixement alt, llarga i amb un floc de pèl a l'extrem
- Extremitats de longitud mitjana a llarga
- Aploms correctes
- Potons amples i forts
- Braguer ben implantat, abundant i ben irrigat, amb quarterons harmònics i de pell fina
- Època de parts de setembre a novembre
- Temporada de munyir fins al mes de juny, amb el límit tradicional de la festa de Sant Joan
- Alimentades únicament amb pastos naturals de secà